# Can Dursun
Can Dursun (født 3. oktober 1992) er en dansk fodboldspiller, der spiller som målmand hos Superliga Klubben Viborg FF . Viborg  FF gjorde transferen officielt den 07-02 2019

## Eksterne kilder og henvisninger
- Hobro snupper Kirk og keeper Boldnyt.dk 11. august 2011
- Can Dursuns spillerprofil på Transfermarkt (engelsk)
- Can Dursuns profil på WorldFootball.net (engelsk)